# مایکل کار (بازیکن فوتبال اهل انگلستان)
مایکل کار (انگلیسی: Michael Carr؛ زادهٔ ۶ دسامبر ۱۹۸۳) بازیکن فوتبال اهل بریتانیا است.
از باشگاه‌هایی که در آن بازی کرده‌است می‌توان به باشگاه فوتبال نانت‌ویچ، باشگاه فوتبال مکلسفیلد تاون، باشگاه فوتبال مورکم، باشگاه فوتبال آلسیجر تاون، باشگاه فوتبال استالی‌بریج سلتیک، باشگاه فوتبال کیدرمینستر هاریرس، باشگاه فوتبال یونایتد آف منچستر، باشگاه فوتبال استافورد رانجرز، و باشگاه فوتبال نورتویچ ویکتوریا اشاره کرد.
وی همچنین در تیم ملی فوتبال England C بازی کرده‌است.